# كديمةالسمر (تبن)

تعديل مصدري - تعديل

كديمةالسمر هي إحدى قرى عزلة الحوطة بمديرية تبن التابعة لمحافظة لحج، بلغ تعداد سكانها 329 نسمة حسب تعداد اليمن لعام 2004.